# Ballade
Uzasadnienie:  Niniejsze hasło opisuje ten sam gatunek literacki.
Ballade (st. fr. balade, ballete, balette: st. prow. balada ’pieśń taneczna’) – francuski gatunek poetycki uprawiany głównie w późnym średniowieczu i renesansie.
Gatunek ukształtował się w XIV wieku, z wykorzystaniem form jak ballette, chanson, pastourelle i nazwy oznaczającej wcześniej pieśń taneczną. Do XVI wieku gatunek był jedną z najpopularniejszych form poezji francuskiej. Ponownie uprawiany był w XVII wieku. W XIX wieku ballade została przywrócona w poezji parnasistów. Inny gatunek o podobnej nazwie, ballada, popularny zwłaszcza w literaturze romantycznej, nie wywodzi się bezpośrednio z francuskiej ballade – nawiązuje raczej do angielskiej i szkockiej ballad, której związek z francuską ballade nie jest jasny.
Ballade zasadniczo składała się z trzech zwrotek mających te same rymy oraz z envoi (’posłanie’, ’dedykacja’), odpowiadającego zwykle połowie jednej zwrotki (wczesne przykłady przykłady gatunku mogły jednak występować bez envoi). Pisana była najczęściej ośmiozgłoskowcem lub dziesięciozgłoskowcem, chociaż wykorzystywane były także inne długości wersów. Poszczególni twórcy stosowali jednak odstępstwa od reguł. Tematyka ballade mogła być różnorodna: epizody współczesnego życia, opowiadania historyczne, motywy miłosne, tematy zaczerpnięte z bajek.
Pierwsze utwory z gatunku ballade pisali Guillaume de Machaut oraz Jean Froissart. Gatunek został rozwinięty przez Eustache Deschamps, autora ponad tysiąca utworów tego rodzaju, który ustalił zasady gatunku oraz wprowadził envoi. Do innych autorów ballade należeli François Villon, Christine de Pisan, Jean Molinet, Alain Chartier, Clément Marot, Jean de La Fontaine.